# Benralizumab
Benralizumab ist ein monoklonaler Antikörper (humanisiert, aus Mauszellen), der zur Therapie von schwerem eosinophilem Asthma eingesetzt wird.

## Pharmakologie
Bei eosinophilem Asthma liegt eine erhöhte Anzahl eosinophiler Granulozyten im Blut vor. Diese Blutzellen setzen Interleukine frei, welche ihrerseits am Entzündungsgeschehen in den Lungen beteiligt sind.
Benralizumab bindet hochaffin und spezifisch an den Interleukin-5-Rezeptor (Untereinheit IL-5Rα) von eosinophilen Granulozyten und basophilen Granulozyten und führt zur Apoptose betroffener Zellen (antibody-dependent cell-mediated cytotoxicity). Die asthmatische Entzündungsreaktion wird in der Folge abgemildert.
Die Plasmahalbwertszeit beträgt circa 15 Tage.

## Nebenwirkungen
Als häufige Nebenwirkungen können auftreten:
- Kopfschmerzen
- Pharyngitis
- lokale Reaktionen an der Injektionsstelle
- Pyrexie
- Überempfindlichkeitsreaktionen

## Fertigarzneimittel
AstraZeneca verkauft Benralizumab zu 30 mg in Form einer Fertigspritze zur subkutanen Applikation unter dem Handelsnamen Fasenra. In den USA erfolgte die Zulassung von Fasenra im Jahr 2017. Eine Zulassung für die Europäische Union und die Schweiz folgte 2018.
In der  Pharmazeutischen Zeitung wurde die Neueinführung von Fasenra als Schrittinnovation eingestuft.

## Frühe Nutzenbewertung
In Deutschland müssen seit 2011 neu zugelassene Medikamente mit neuen Wirkstoffen gemäß § 35a SGB V einer „frühen Nutzenbewertung“ durch den Gemeinsamen Bundesausschuss (G-BA) unterzogen werden, wenn der pharmazeutische Hersteller einen höheren Verkaufspreis als nur den Festbetrag erzielen möchte. Nur wenn ein Zusatznutzen besteht, kann der Arzneimittelhersteller mit dem Spitzenverband der gesetzlichen Krankenkassen einen Preis aushandeln. Die Dossierbewertungen, auf deren Basis der G-BA seine Beschlüsse fasst, erstellt das Institut für Qualität und Wirtschaftlichkeit im Gesundheitswesen (IQWiG).
2018 wurde Benralizumab als Add-on-Erhaltungstherapie bei Erwachsenen mit schwerem eosinophilem Asthma, das trotz hochdosierter inhalativer Kortikosteroide plus lang wirksamer Beta-Agonisten unzureichend kontrolliert ist, mit einer eine patientenindividuellen Therapieeskalation verglichen. Gemäß G-BA-Beschluss ist für Betroffene, bei denen weitere Möglichkeiten zur Therapieeskalation noch nicht ausgeschöpft sind, ein Zusatznutzen nicht belegt. Sind die weiteren Möglichkeiten der Therapieeskalation bereits ausgeschöpft, gibt es laut G-BA einen Anhaltspunkt für einen geringen Zusatznutzen.